# Luis Hernández Navarro
Luis Hernández Navarro (Ciutat de Mèxic, 1955) és un escriptor, periodista mexicà i coordinador de la secció d'opinió del diari La Jornada.

## Trajectòria
Fill d'exiliats espanyols, va fer estudis d'antropologia, que va fer compatibles amb una dedicació primerenca al sindicalisme revolucionari, fundant la Coordinadora Nacional de Trabajadores de la Educación i assessorant organitzacions camperoles.
Després de l'alçament zapatista de 1994, va intentar explicar-ne en conferències per tot el país les causes i el significat, i va exercir després de mediador en el conflicte, participant en els diàlegs de San Andrés entre els zapatistes i el govern, i essent secretari de la comissió de Seguiment i Verificació per als Acords de Pau de Chiapas.

## Obra publicada
- Chiapas: la guerra y la paz (1995)
- Chiapas: la nueva lucha india. Madrid: Talasa, 1998. ISBN 84-88119-57-7.
- Sentido Contrario (2007)
- Cero en conducta. Crónicas de la resistencia magisterial (2009)
- Siembra de concreto, cosecha de ira (2011)
- No habrá recreo. Contra-reforma constitucional y desobediencia magisterial (2013)
- La novena ola magistrial (2016)
- La primavera magisterial. Fondo de Cultura Económica, 2019. ISBN 9786071666024.[3]